# Augustinum Hamburg

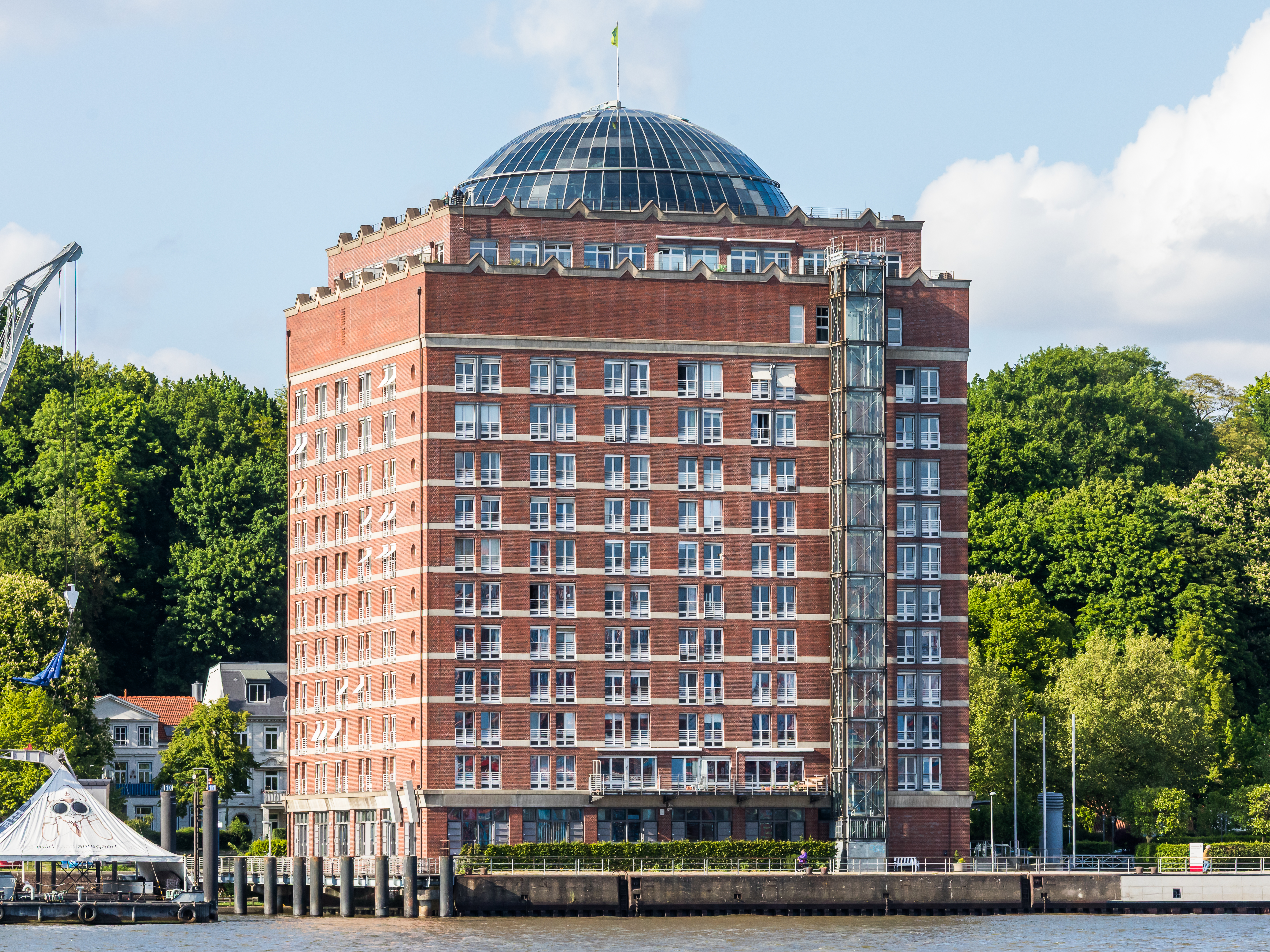
Das Seniorenstift des Augustinum Hamburg in unmittelbarer Nähe zum Museumshafen Oevelgönne

Das Augustinum Hamburg ist eine im Hamburger Ortsteil Neumühlen angesiedelte Seniorenresidenz der Augustinum Gruppe. Das Gebäude des Augustinums wurde 1991 erbaut und ist äußerlich ein Replikat des zuvor an dieser Stelle stehenden Union-Kühlhauses, das unter Denkmalschutz stand, aber wegen baulicher Mängel nicht erhalten werden konnte.

## Idee und Inbetriebnahme

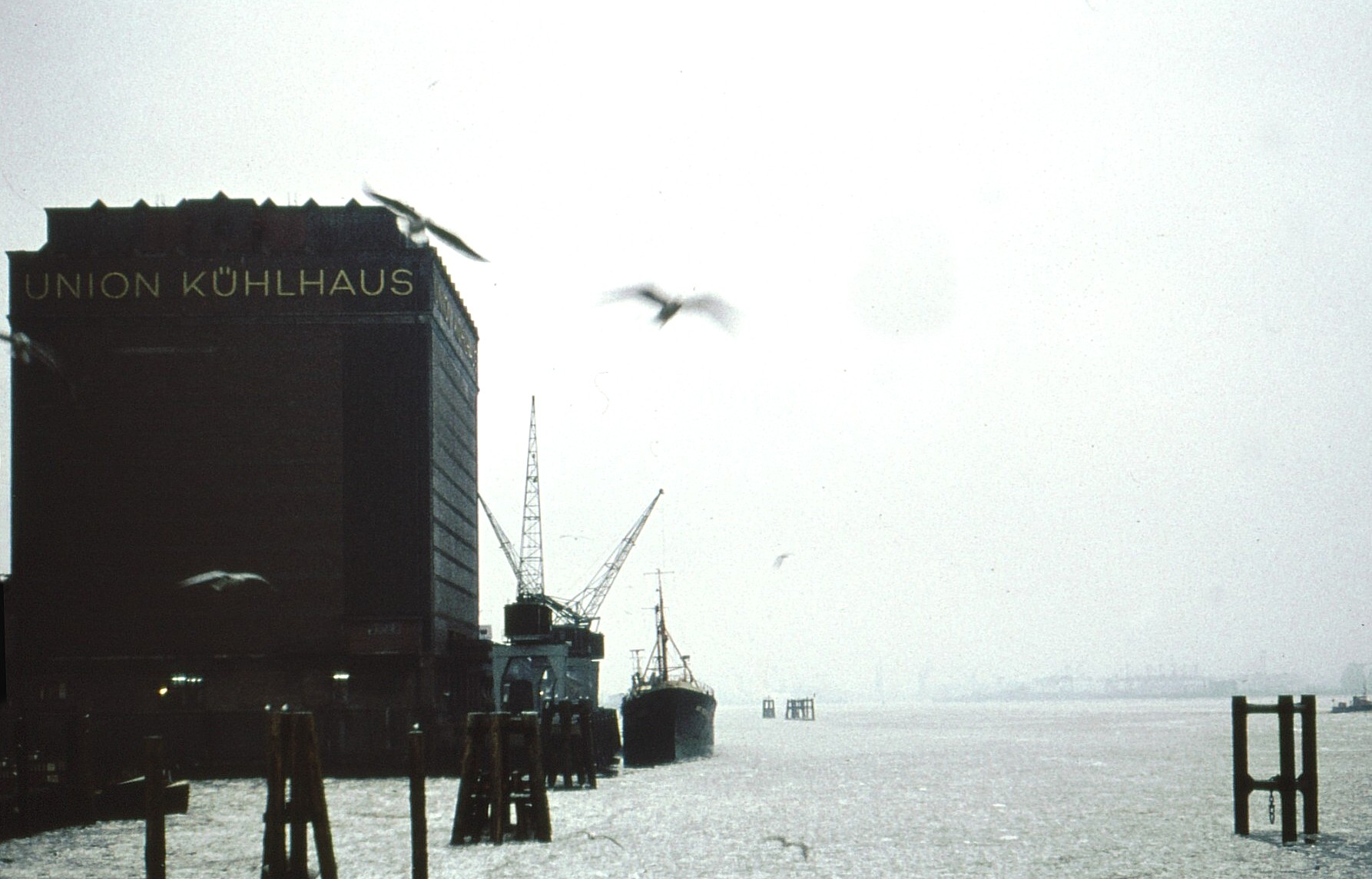
Union Kühlhaus, 1963

Die Grundsteinlegung des Kühlhauses fand 1926 statt, nachdem die damals noch eigenständige Stadt Altona einen Vertrag mit dem Unternehmen Weddel & Co. geschlossen hatte. Dieses war eine in Deutschland ansässige Tochtergesellschaft des britischen Unternehmens Cold Storage Company Ltd. und sicherte vertraglich zu, das geplante Gebäude innerhalb der folgenden 100 Jahre ausschließlich als Kühlhaus zu nutzen.
Auf Basis dieses Vertrags entwarfen der Architekt H. W. Müller und das Hamburger Architekturbüro Elingius und Schramm einen auf einer Pfahlgründung ruhenden Bau mit Klinker-Fassade und 12 unterschiedlich hohen Geschossen, die eine Nutzfläche von insgesamt 7.000 m² und damit Platz für rund 7.000 t Kühlgut boten. Er diente zur Kühlung und Lagerung des vor Hamburg gefangenen Fischs. Betrieben wurde das Kühlhaus seit Beginn seiner Nutzung von der Union Kühlhaus GmbH, nach der das Gebäude in der Öffentlichkeit benannt wurde.

## Nutzungsgeschichte
Die mit horizontal umlaufenden Betonbändern gegliederten Klinkerfassaden und die expressionistisch gestaltete „Krone“ des exakt 38,36 m hohen Gebäudes führten dazu, dass das Union-Kühlhaus bereits kurze Zeit nach seiner Fertigstellung als Industriedenkmal deklariert wurde. Das damit verbundene Ansehen nutzten die Nationalsozialisten zur Hochstilisierung deutscher Schöpferkraft und Baukunst, in der Folge erklärten zahlreiche Pressevertreter das Haus zu einem Wahrzeichen Hamburgs.
Nachdem das Gebäude gegen Ende des Zweiten Weltkriegs vorübergehend als Truppenunterkunft für britische Soldaten gedient hatte, wurde es bis zum Beginn der 1970er Jahre weiterhin als Kühlhaus genutzt. Danach stand es lange Zeit leer, sollte aber als Baudenkmal erhalten bleiben. Nach Vorlage verschiedener Umnutzungspläne entschied die Stadt, das Gebäude der Augustinum-Gruppe zu überlassen.

## Abriss und Aufbau
Das daraufhin erstellte Baugutachten ergab jedoch, dass das ehemalige Union-Kühlhaus durch substanzielle Schäden nicht mehr standfest und deshalb auch nicht umbaufähig war. In einem vertraglich geschlossenen Kompromiss mit der behördlichen Denkmalpflege verpflichtete sich der neue Nutzer, das Gebäude abreißen und in möglichst ähnlicher Form neu aufbauen zu lassen. Im Zuge der 1991 einsetzenden Abbrucharbeiten brannte das Gebäude fast vollständig aus.
Beim Neubau nach Plänen von Volkwin Marg von Gerkan, Marg und Partner (gmp) folgte man der Auflage, die Abmessungen und das äußere Bild des ehemaligen Kühlhauses beizubehalten bzw. wiederherzustellen. Aus diesem Grund verfügen die Appartements weder über Balkone noch über Loggien. Die Fassaden wurden abgesehen von der für eine Wohnnutzung notwendigen Durchfensterung weitgehend originalgetreu rekonstruiert, und es wurde eine Glaskuppel aufgesetzt.